# Kanton Saint-Symphorien-d'Ozon
Kanton Saint-Symphorien-d'Ozon (francouzsky Canton de Saint-Symphorien-d'Ozon) je francouzský kanton v departementu Rhône v regionu Rhône-Alpes. Tvoří ho 10 obcí.

## Obce kantonu
- Chaponnay
- Communay
- Marennes
- Mions
- Saint-Pierre-de-Chandieu
- Saint-Symphorien-d'Ozon
- Sérézin-du-Rhône
- Simandres
- Ternay
- Toussieu